# Krystofer Kolanos
Krystofer Kolanos, född 27 juli 1981 i Calgary, Alberta, är en kanadensisk professionell ishockeyspelare som tillhör Calgary Flames i NHL.

## Spelarkarriär
Kolanos valdes i den första rundan som 19:e spelare totalt i NHL-draften 2000 av Phoenix Coyotes från Boston College. I collegelaget gjorde han det matchvinnande målet på övertid för Boston College i National Championship-finalen.
Kolanos karriär har begränsats av en allvarlig hjärnskakning efter att Václav Varaďa träffade honom bakifrån och slog honom medvetslös i en match den 19 januari 2002. Varaďa fick en lång avstängning på grund av detta.
Det kanske mest minnesvärda ögonblicket i Kolanos NHL-karriär inträffade under hans rookiesäsong den 31 mars 2002 då han, trots kvardröjande symptom efter hjärnskakningen, gjorde ett straffmål på Patrick Roy som reagerade så kraftigt att han dömdes till 10 utvisningsminuter och även ett matchstraff.
Kolanos kallades till Calgary Flames träningsläger 2007 och sedan den 19 september 2007 till Calgary Flames AHL-lag Quad City Flames, men han anslöt inte till laget. Han skrev dock på för Quad City Flames senare i november för säsongen 2007–2008.
Den 11 juli 2008 skrev Kolanos på ett ettårigt kontrakt med NHL-klubben Minnesota Wild. Kolanos skickades till Houston Aeros för att starta säsongen 2008–2009. Kolanos återkallades flera gånger till Wild som en skadeersättare. Han spelade hela januari och deltog i 21 matcher vilket resulterade i sex poäng, innan han återvände till Houston Aeros slutspel.
Den 17 juli 2009 skrev Kolanos på ett ettårskontrakt med Philadelphia Flyers. Han skickades därefter till AHL-samarbetspartnern Adirondack Phantoms för säsongen 2009–2010.

## Utmärkelser
- 1999–2000  Hockey East All-Rookie Team
- 2000–2001  Hockey East First All-Star Team
- 2000–2001  NCAA Frozen Four All-Tournament Team
- 2000–2001  NCAA East Second All-American Team
- 2001–02 NHL YoungStars Game

## Statistik

### Klubbkarriär
| 1999–00    | Boston College                 | Hockey East | 42  | 16 | 16 | 32 | 50 | —  | — | — | —  | —  |
| 2000–01    | Boston College                 | Hockey East | 41  | 25 | 25 | 50 | 54 | —  | — | — | —  | —  |
| 2001–02    | Phoenix Coyotes                | NHL         | 57  | 11 | 11 | 22 | 48 | 2  | 0 | 0 | 0  | 6  |
| 2002–03    | Phoenix Coyotes                | NHL         | 2   | 0  | 0  | 0  | 0  | —  | — | — | —  | —  |
| 2003–04    | Phoenix Coyotes                | NHL         | 41  | 4  | 6  | 10 | 24 | —  | — | — | —  | —  |
| 2003–04    | Springfield Falcons            | AHL         | 32  | 10 | 11 | 21 | 38 | —  | — | — | —  | —  |
| 2004–05    | Esbo Blues                     | FM-ligan    | 15  | 7  | 9  | 16 | 40 | —  | — | — | —  | —  |
| 2004–05    | Krefeld Pinguine               | DEL         | 7   | 3  | 2  | 5  | 16 | —  | — | — | —  | —  |
| 2005–06    | Phoenix Coyotes                | NHL         | 9   | 2  | 1  | 3  | 2  | —  | — | — | —  | —  |
| 2005–06    | San Antonio Rampage            | AHL         | 3   | 0  | 1  | 1  | 0  | —  | — | — | —  | —  |
| 2005–06    | Edmonton Oilers                | NHL         | 6   | 0  | 0  | 0  | 2  | —  | — | — | —  | —  |
| 2005–06    | Lowell Lock Monsters           | AHL         | 19  | 10 | 11 | 21 | 40 | —  | — | — | —  | —  |
| 2005–06    | Wilkes-Barre/Scranton Penguins | AHL         | 18  | 10 | 8  | 18 | 19 | 11 | 2 | 0 | 2  | 16 |
| 2006–07    | Grand Rapids Griffins          | AHL         | 17  | 6  | 6  | 12 | 8  | —  | — | — | —  | —  |
| 2006–07    | Langnau Tigers                 | NL-A        | 14  | 2  | 9  | 11 | 48 | —  | — | — | —  | —  |
| 2006–07    | EV Zug                         | NL-A        | —   | —  | —  | —  | —  | 8  | 6 | 0 | 6  | 8  |
| 2007–08    | Quad City Flames               | AHL         | 65  | 30 | 33 | 63 | 84 | —  | — | — | —  | —  |
| 2008–09    | Houston Aeros                  | AHL         | 45  | 31 | 20 | 51 | 42 | 18 | 6 | 8 | 14 | 18 |
| 2008–09    | Minnesota Wild                 | NHL         | 21  | 3  | 3  | 6  | 16 | —  | — | — | —  | —  |
| 2009–10    | Adirondack Phantoms            | AHL         | 27  | 9  | 6  | 15 | 22 | —  | — | — | —  | —  |
| 2010–11    | Spelade inte                   | —           | —   | —  | —  | —  | —  | —  | — | — | —  | —  |
| 2011–12    | Calgary Flames                 | NHL         | 13  | 0  | 1  | 1  | 2  | —  | — | — | —  | —  |
| 2011–12    | Abbotsford Heat                | AHL         | 47  | 30 | 31 | 61 | 45 |    |   |   |    |    |
| NHL totalt | NHL totalt                     | NHL totalt  | 149 | 20 | 22 | 42 | 94 | 2  | 0 | 0 | 0  | 6  |